# بن ابی
بن ابی (انگلیسی: Ben Abbey؛ زادهٔ ۱۳ مهٔ ۱۹۷۸) یک بازیکن فوتبال اهل بریتانیا است.
از باشگاه‌هایی که در آن بازی کرده‌است می‌توان به باشگاه فوتبال آلدرشات تاون و باشگاه فوتبال وودکینگ اشاره کرد. ابی در ماه سپتامبر ۱۹۹۹ با مبلغ ۳۰ هزار پوند به لیگ دو باشگاه فوتبال آکسفورد یونایتد در شهر کراولی پیوست.